# Antonio Sos
Antonio Sos (Madrid, 24 de abril de 1834-¿?) fue un músico español.

## Biografía
Natural de Madrid, fue matriculado el 22 de septiembre de 1845 en el Conservatorio de Música de aquella ciudad, donde tuvo como profesor a Pedro Albéniz. Habiendo fallecido este en 1855, continuó sus estudios en el mismo establecimiento con Manuel Mendizábal de Sagastume, hasta que terminó en junio de 1858, cuando obtuvo en los concursos públicos de piano efectuados allí el primer premio. Fue propuesto después por la junta de profesores en el primer lugar de la terna que se formó para ocupar las vacantes ocurridas por el fallecimiento de los maestros Sánchez Allú y Juan Rodríguez Castellano de la Parra, profesor este de solfeo y de piano aquel, cuyas plazas desempeñó durante una larga temporada, hasta que el 19 de mayo de 1873 fue nombrado profesor auxiliar de piano, con un sueldo anual de mil pesetas. Escribió, además, piezas para piano solo y para canto y piano, que, según Baltasar Saldoni, merecieron «la aprobación de los inteligentes».